# Бараф
Бараф, Барафа — історична місцевість в Нижньодніпровському районі міста Дніпро, одне з робітничих селищ Задніпровського промислового району Катеринославської губернії кінця ХІХ — початку ХХ століття.

## Опис
Нині це частина житлового масиву Мануйлівський (до 2015 року — Воронцовський) між вулицями Івана Нечуя-Левицького, Ялтинська, Радистів та Проскурівська.
Тип забудови радіальний, більшість будинків одноповерхові, хоча трапляються й двоповерхові будинки початку ХХ століття.
Вулиці колишнього селища: Мінакова, Трамвайна, Софії Русової, їм перпендикулярні — Ясельна, Євгена Вирового, Лаврова, Світла, Просвітянська, Брацлавська, Лесі Українки.
По вулиці Трамвайній прокладено трамвайні колії маршруту № 9.

## Історія
Назва походить від землевласника доктора Барафа, в якого Катерининська залізниця купила землі під забудову. Селище виникло у 1895 році на північно — східній околиці села Мануйлівка Новомосковського повіту, де оселились робітники нововідкритих підприємств: Шодуар — В, завод Бехтольда, та вагоноремонтних майстерень Катерининської залізниці.
У 1922 році Мануйлівка та Бараф були перейменовані у житловий масив Воронцовський міста Амур-Нижньодніпровськ. Відтоді топонім не вживається.